# Asiatheriidae
Asiatheriidae ("zarigüeyas asiáticas") es una familia extinta de mamíferos metaterios del Cretácico, comprendidos en el orden Asiadelphia.  A diferencia de los Ameridelphia, ellos carecían de un proceso distolateral prominente en el escafoides, y poseían una tibia más delgada. La fosa masetérica es más profunda en este grupo que en los marsupiales verdaderos.